# Салкин, Василий Егорович
Василий Егорович Салкин (27 апреля 1914, Избахтино, Казанская губерния — 19 февраля 1974, Канаш) — советский колхозник. Герой Социалистического Труда (1948), в 1957 году лишённый звания.

## Биография
Василий Салкин родился 27 апреля 1914 года в деревне Избахтино Алькеевской волости Тетюшского уезда Казанской губернии (сейчас Яльчикского района Чувашии) в семье крестьянина-середняка. По национальности чуваш.
Окончил пять классов сельской школы и курсы трактористов.
Трудился в колхозе трактористом.
В 1941 году был мобилизован в Красную Армию. Был включён в группу комсомольцев-лыжников. После пребывания в запасной стрелковой бригаде был направлен на фронт. После боевого ранения вернулся домой.
С 1944 года был бригадиром тракторной бригады Яльчикской машинно-тракторной станции, которая обрабатывала поля колхозов КИМ, МОПР и имени Ворошилова Яльчикского района. Учёт состояния почвы и рельефа полей позволял достигать высоких урожаев. Так, осенью 1946 года бригада Салкина на полях колхоза имени Ворошилова вспахала в срок 150 гектаров на глубину 24-25 сантиметров, а в 1947 году на этих участках собрали 30,2 центнера пшеницы с гектара.
19 марта 1948 года Указом Президиума Верховного Совета СССР за получение высоких урожаев пшеницы и ржи в 1947 году удостоен звания Героя Социалистического Труда с вручением ордена Ленина и золотой медали «Серп и Молот».
В дальнейшем продолжал работать на машинно-тракторной станции, а затем в местном колхозе.
3 января 1957 года указом Президиума Верховного Совета СССР лишён звания Героя Социалистического Труда и всех наград. По данным земляков, он, управляя трактором, задавил человека и был осуждён. Документальных данных о причине лишения нет.
В последние годы жил в городе Канаш Чувашской АССР.
Умер 19 февраля 1974 года.
Был награждён медалями, в том числе «За отвагу».